# Xiphophorus variatus
Pour les articles homonymes, voir Platy.
Espèce
Synonymes
- Platypoecilus variatus Meek, 1904[2]

Le Platy Perroquet ou Platy varié (Xiphophorus variatus) est un poisson appartenant à la famille des Poeciliidae. Il s'agit de l'une des deux espèces connues sous le nom de « platy » (platies au pluriel), l'autre étant Xiphophorus maculatus.

## Répartition
Xiphophorus variatus est un poisson d'eau douce originaire du Mexique où il est endémique d'une zone s'étendant du sud de l’État de Tamaulipas au nord de celui du Veracruz. On le rencontre dans des eaux comprises entre 15 et 25 °C, au pH alcalin (7,0 - 8,0) et douces (dH compris entre 9 et 19).

## Description
Il mesure environ 6 à 7 cm pour la femelle et un peu moins pour le mâle. Il se nourrit de vers, de crustacés, d'insectes et de déchets végétaux.

## Reproduction
Xiphophorus variatus est ovovivipare, la gestation dure 24 jours et la portée peut aller jusqu'à 100 alevins.
Une partie de la nageoire anale du mâle a évolué en un organe reproducteur tubulaire, le gonopode. Comme les guppys, les platys sont extrêmement prolifiques.
Le nombre d'alevins par portée varie entre 10 et 40, mais la femelle peut garder du sperme pour faire une portée 6 mois plus tard, les portées peuvent être combinées, et dans certains cas, on peut avoir 80 à 100 alevins par portés. Les alevins ressemblent à leurs parents en miniature à la naissance ; ils mesurent moins de 5 millimètres. Ils sont autonomes et savent se cacher, mais peuvent être mangés par leurs parents. On peut éventuellement les maintenir dans un aquarium à part, mais aussi laisser faire la nature à condition d'avoir un bac bien planté.
Lorsque la femelle est sur le point de mettre au monde ses petits, sa tache anale est très noire et son ventre gonflé d'œufs. Les œufs éclosent, puis la femelle expulse des alevins vivants, déjà capables de se nourrir seuls.

## Hybridation

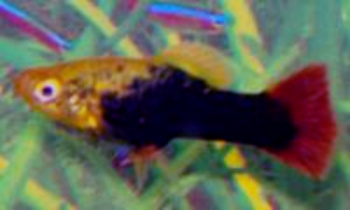
Platy "Tuxedo", hybride "Xiphophorus variatus" X "Xiphophorus maculatus"

Il est possible qu'un platy varié s'hybride avec un Platy tacheté (Xiphophorus maculatus).

## Alimentation
Les larves de crustacés aident au développement des alevins. La salade, les épinards ou les algues vertes sont également appréciés. Il est important de leur donner régulièrement des flocons végétaux ou des algues à sushi (sushi nori) pour les garder en bonne santé. Ils broutent aussi les algues vertes des plantes ou de la vitre. Ils peuvent se contenter de nourriture sèche, comme des nauplies d'artémias (adulte comme alevin), mais il faudra varier leur nourriture.

## Comportement
Ces poissons ne sont pas agressifs, ils se plaisent beaucoup dans des bacs communautaires. Dès son arrivée, un nouveau venu va explorer tout le volume de l'aquarium à la recherche d'algues et d'autres végétaux10. Il est néanmoins conseillé de respecter un ratio de deux à trois femelles pour un mâle afin d'éviter les agressions entre mâles et un harcèlement incessant sur une même femelle.

## Publication originale
- Meek, 1904 : The fresh-water fishes of Mexico north of the isthmus of Tehuantepec. Fieldiana Zoological Series, vol. 5 (texte intégral).